# Arthur Mittasch
Ernst Arthur Mittasch (* 30. Juni 1855 in Dresden; † 27. April 1935 ebenda) war ein deutscher Bankier, sächsischer Kommerzienrat und schwedischer Generalkonsul.

## Leben und Wirken
Er war der Sohn des Dresdner Kaufmanns Michael Mittasch und wurde Bankier und Inhaber des Bankhauses H. G. Lüder bis zu dessen Vereinigung mit der Darmstädter Bank.
Der König von Sachsen verlieh ihn den Titel eines königlich-sächsischer Kommerzienrat. Verdienste erwarb er sich auch als schwedischer Generalkonsul und Mitglied der Handelskammer.
Die Innung der Dresdner Kaufmannschaft ernannte ihn 1929 zu ihrem Ehrenpräsident. 23 Jahre war er deren Vorstandsmitglied und fast 12 Jahre davon der Erste Vorsitzender der Innung bis zum Jahre 1929.
Er war Mitglied mehrerer Aufsichtsräte, insbesondere Vorsitzender der Aufsichtsräte der Freiberger Papierfabrik zu Weißenborn und der Sächsischen Webstuhlfabrik in Chemnitz, und Ritter hoher Orden.
Seine Söhne waren der Jurist, Amtshauptmann und Ministerialrat Theodor Mittasch (1882–1945) und der promovierte Mediziner Gerhard Mittasch.